# Prise de Tlemcen (1370)
 (novembre 2021).
Pour les articles homonymes, voir Prise de Tlemcen.
La prise de Tlemcen de 1370 oppose les forces mérinides menées par le sultan Abu Faris Abd al-Aziz ben Ali, aux armées zianides d'Abou Hammou Moussa II. Elle entraine la capture de la ville par les Mérinides, et l'annexion totale du Royaume zianide pour la troisième fois.

## Déroulement
Après sa campagne contre les Hintata, Abu Faris Abd al-Aziz reçoit une délégation des Arabes Soueid en conflit avec les Zianides qui ont fait prisonnier l'un de leurs chefs. Ils lui proposent leur concours pour mener une campagne contre Tlemcen. Abu Faris Abd al-Aziz accepte, et lève rapidement une armée qu'il réunit à Fès, puis avance sur Taza d'où il installe son camp.
Le sultan zianide Abou Hammou Moussa II réunit rapidement ses contingents arabo-zénètes en vue de l'affrontement qui se profile. Cependant, il est surpris par la défection de ses contingents arabes maaqil, qui changent de camp, le poussant à fuir avec ses alliés fidèles chez les Beni Amer, abandonnant ainsi sa capitale. Abu Faris Abd al-Aziz entre en triomphe à Tlemcen, le 4 août 1370.

## Conséquences
Cette victoire entraîne l'annexion totale du Royaume zianide jusqu'à Alger, pour la troisième fois par les Mérinides. Abu Faris Abd al-Aziz nomme le général mérinide Abou Bakr ben Ghazi comme gouverneur de Tlemcen. Celui-ci se lance à la poursuite d'Abou Hammou Moussa II jusque dans les Zibans et le Mzab,. Abou Bakr écrase ensuite les révoltes des Maghraouas et Arabes, et défait les deux prétendants au trône zianide Abou Hammou Moussa II et Abou Zian. Il réussit à pacifier toute la région.
En octobre 1372, la mort du sultan mérinide Abu Faris Abd al-Aziz bouleverse tout. Abou Bakr proclame son fils Saïd Mohammed ben Abd al-Aziz comme sultan, et décide d'évacuer Tlemcen et se porter sur Fès, par peur de révoltes d'autres prétendants mérinides. Abou Hammou Moussa II rentre finalement à Tlemcen, et retrouve son trône. Tout le territoire zianide est reconquis.

## Sources

### Sources bibliographiques
1. 1 2 3 4 5  Hamet 1923, p. 208
2. 1 2  al-Nasiri 1934, p. 414
3. 1 2  Documents pour servir à l'étude du Nord Ouest africain 1894, p. 9
4. 1 2  Encyclopédie berbère 2008, p. 89
5. 1 2  Hamet 1923, p. 209

#### Francophone
- Ahmed ben Khâled Ennâsiri Esslâoui. (trad. de l'arabe par Ismaël Hamet), Kitâb Elistiqsâ li-Akhbâri doual Elmâgrib Elaqsâ [« Le livre de la recherche approfondie des événements des dynasties de l'extrême Magrib »], vol. XXXIII : Les Mérinides, Paris, Librairie Honoré Champion, coll. « Archives marocaines », 1934 (lire en ligne)
- Ismaël Hamet, Histoire du Maghreb : cours professé à l'Institut des hautes études marocaines, E. Leroux (Paris), 1923, 501 p. (lire en ligne)
- Maximilien Antoine Cyprien Henri Poisson de La Martinière, Napoléon Lacroix, Documents pour servir à l'étude du Nord Ouest africain, Gouvernement général de l'Algérie, Service des affaires indigènes, 1894, 1143 p. (lire en ligne)
- Encyclopédie berbère : Volume 1, EDISUD, 2008